# Právo (deník)
Právo (v letech 1991–1995 Rudé právo) je český deník vycházející od roku 1991, který je zaměřen levicově a sociálně demokraticky. Svým původním názvem navazoval na komunistický stranický list Rudé právo vydávaný do roku 1990. V roce 2024 šlo o čtvrtý nejčtenější český deník s průměrnou čteností přes 135 tis. čtenářů a průměrným prodaným nákladem přes 39 tis. výtisků.

## Vydavatel
Právo vychází od začátku jeho vydávání ve vydavatelství Borgis. Dlouholetým většinovým vlastníkem vydavatelství Borgis byl jeho šéfredaktor Zdeněk Porybný, v roce 2009 vlastnil 91,7 % podíl. V roce 2013 zakoupila 33,6 % podíl společnost Seznam.cz, se kterou Borgis od roku 2003 provozuje zpravodajský server Novinky.cz a které také dodává obsah pro servery Super.cz a Sport.cz, 58,4 % přešel na Porybného společnost Silky, samotný Porybný držel 0,56 % podíl.
Seznam.cz ovládl v polovině roku 2023 Porybného společnost Silky, a tak zvýšil svůj podíl ve společosti Borgis na 92 %, čímž se stal hlavním akcionářem. Porybný držel 0,86 % a zbylých 7,14 % patřilo drobným akcionářům. V roce 2024 společnost se společnost Silky sloučila se společností Seznam.cz média. Skutečným majitelem Borgisu je tak Ivo Lukačovič.

## Vedení
Šéfredaktorem novin je od roku 2023 novinář Petr Šabata, kdy nahradil Zdeňka Porybného, který byl jeho šéfredaktorem od jeho založení a byl tak nejdéle sloužícím šéfredaktorem ze všech polistopadových tištěných masmédií vůbec.
Zástupci šéfredaktora byli Lubor Kazda (do 31. 7. 2018), Robert Dengler, Vladimír Dušánek a Michal Rižák (do 31. března 2018), od začátku srpna 2018 jimi byli Tomáš Reiner a Jan Rovenský, aktuálně[kdy?] zastávají tuto pozici vedle Vladimíra Dušánka a Tomáše Reinera Štěpán Etrych a Karel Škrabal (od října 2020).[zdroj?]

## Čtenost a prodaný náklad
Čtenost a prodaný náklad deníku vytrvale klesá, podobně jako i u ostatních českých deníků. V roce 1996 činil průměrný prodaný náklad 260 tis. kusů a čtenost přesahovala 740 tis. čtenářů. V roce 2006 činil prodaný náklad 168 tis. kusů a čtenost dosahovala téměř 500 tis. čtenářů, v roce 2017 šlo o 76 tis. kusů a 250 tis. čtenářů. V roce 2024 činil prodaný náklad 39 tis. kusů a čtenost činila 135 tis. čtenářů. Prodaný náklad sobotního vydání se suplementem Magazín Práva je více než trojnásobný oproti ostatním dnům.

## Přílohy
- Sport extra (pondělí)
- Styl pro ženy (úterý) od 30. května 2006
- Dům & bydlení (středa) od 12. května 1999
- Café (čtvrtek)
- Salon Práva (čtvrtek)
- Magazín + TV (sobota) od 2. října 1993

Bývalé přílohy:
- Komiks s Garfieldem (celý týden)
- Víkend (pátek) od 17. října 2014 do roku 2023[18]

## Novinky.cz
Deník Právo se spolu s portálem Seznam.cz podílí na internetovém zpravodajském portálu Novinky.cz, který patří mezi nejnavštěvovanější české zpravodajské portály v České republice.

## Rudé právo
Posledním komunistickým šéfredaktorem Rudého práva byl Zdeněk Hoření, jeho zástupcem pak současný šéfredaktor a většinový majitel Zdeněk Porybný, který předtím působil jako zpravodaj redakce ve Washingtonu.
Porybný Hořeního ve funkci nahradil krátce po sametové revoluci na podzim 1989 a současně převzal i vedení vydavatelství Rudé právo, později vydavatelství Florenc. V září 1990 pak založil akciovou společnost Borgis a část akcií nabídl členům tehdejší redakce Rudého práva. Díky své trojjediné roli ředitele vydavatelství Florenc, šéfredaktora Rudého práva a předsedy představenstva a. s. Borgis se mu podařilo společně s dalšími členy redakce realizovat sled právních kroků, v jejichž důsledku začal od 1. ledna 1991 vydávat Rudé právo sám jako soukromý vydavatel. Podtitul „Deník KSČ“ byl pouze nahrazen obecnějším „levicový list“. Obdobný postup, kdy redakce deníku přebíraly na začátku 90. let novinové tituly právně pochybným způsobem, bývá označován jako divoká privatizace.
Vydavatelství Florenc na Porybného za tuto operaci podalo trestní oznámení, na jehož základě bylo proti němu zahájeno v roce 1992 trestní stíhání. Porybný byl okázale zatčen a transportován s pouty na rukou,[zdroj?] což okamžitě vyvolalo hlasitou kritiku nejen na stránkách Rudého práva (pro nějž se trestní stíhání jeho šéfredaktora stalo hlavní náplní několika dalších vydání), ale bylo i předmětem interpelace několika levicových poslanců na tehdejšího předsedu české vlády Petra Pitharta. Porybný byl brzy propuštěn a o devět měsíců později bylo trestní stíhání zastaveno.
Zaměření listu se pod vedením Porybného hned od roku 1990 začalo vzdalovat jak KSČ, tak komunistické ideologii jako takové. Vymezení se vůči předlistopadové éře bylo viditelné zejména z nástupu nové generace novinářů a publicistů, často signatářů Charty 77 (Jiří Hanák, Petr Uhl, Pavel Dostál, Alexandr Kramer a další).
Dne 18. září 1995 pak vydavatel uskutečnil závěrečný transformační krok, který se již delší dobu očekával, a přejmenoval deník na Právo.